# Спринг Мил (Кентаки)
Спринг Мил (енгл. Spring Mill) град је у америчкој савезној држави Кентаки.

## Демографија
По попису из 2010. године број становника је 287, што је 93 (-24,5%) становника мање него 2000. године.
| Група             | 2000.       | 2010.       |
| Белци             | 371 (97,6%) | 273 (95,1%) |
| Афроамериканци    | 0 (0,0%)    | 11 (3,8%)   |
| Азијати           | 2 (0,5%)    | 0 (0,0%)    |
| Хиспаноамериканци | 5 (1,3%)    | 2 (0,7%)    |
| Укупно            | 380         | 287         |